# Fota (ö i Grenada)
Fota är en ö i Grenada. Den ligger i den nordöstra delen av landet, 60 km nordost om huvudstaden Saint George's.